# 語言學轉向
語言學轉向又稱語言轉向，是20世纪初西方哲学的一個重大发展，其最重要的特点是哲学和其他人文学科開始特別关注語言、语言使用者和世界之间的关系。语言学转向一词起源于哲学家古斯塔夫·伯格曼，經由理查德·罗蒂1967年的文集《语言学转向》（The Linguistic Turn）的影響開始普及。语言学转向意味着分析哲學的诞生。